# Gorhey
Gorhey település Franciaországban, Vosges megyében. Lakosainak száma 169 fő (2022. január 1.). Gorhey Chaumousey, Damas-et-Bettegney, Darnieulles, Dommartin-aux-Bois, Harol és Hennecourt községekkel határos.

## Népesség
A település népességének változása:
| Lakosok száma | 177  | 180  | 186  | 178  | 176  | 173  | 172  | 170  | 169  |
|               | 2013 | 2015 | 2016 | 2017 | 2018 | 2019 | 2020 | 2021 | 2022 |